# Abciximab
Abciximab es un anticuerpo monoclonal que se usa como medicamento en el tratamiento de enfermedades cardiovasculares por su efecto inhibidor de la agregación plaquetaria. Se elabora a partir de un Fragmento de unión al antígeno o región Fab capaz de unirse específicamente con el receptor de glucoproteína IIb/IIIa de la membrana de las plaquetas. De esta manera impide la unión del fibrinógeno y de otros factores en el endotelio.

## Indicaciones
Abciximab está indicado para uso en personas que se someten a una intervención coronaria percutánea (angioplastia con o sin colocación de stent). El uso de abciximab en este entorno se relaciona con una menor incidencia de complicaciones isquémicas debido al procedimiento y una menor necesidad de revascularización arterial coronaria repetida en el primer mes posterior al procedimiento.
La investigación también muestra que este medicamento puede ser útil para pacientes con diabetes y enfermedad renal crónica. No es el fármaco de elección apropiado si un paciente está programado para una cirugía de emergencia (es decir, una cirugía cardíaca) porque el tiempo de sangrado puede tardar unas 12 horas en normalizarse. Los usos pediátricos incluyen el tratamiento de la enfermedad de Kawasaki.

## Efectos secundarios
Muchos de los efectos secundarios del abciximab se deben a sus efectos antiplaquetarios que aumentan el riesgo de hemorragia. El tipo más común de sangrado debido a abciximab es la hemorragia gastrointestinal.
La trombocitopenia (disminución del número de plaquetas) es un riesgo grave raro pero conocido que se caracteriza por una caída severa de las plaquetas que circulan en la sangre. La trombocitopenia inducida por abciximab generalmente ocurre rápidamente horas después de la administración, pero puede ocurrir hasta 16 días después. La transfusión de plaquetas es el único tratamiento conocido para la trombocitopenia inducida por abciximab, pero esta terapia puede tener una eficacia limitada porque el fármaco puede unirse e inhibir los receptores de las plaquetas recién transfundidas.